# Rafał Kurzawa
Rafał Maciej Kurzawa (Wieruszów, 29 de janeiro de 1993) é um futebolista polonês que atua como meia-atacante. Atualmente defende o Bruk-Bet Termalica Nieciecza.

## Carreira
Foi convocado para defender a Seleção Polonesa de Futebol na Copa do Mundo de 2018.